# Maurice Meersman

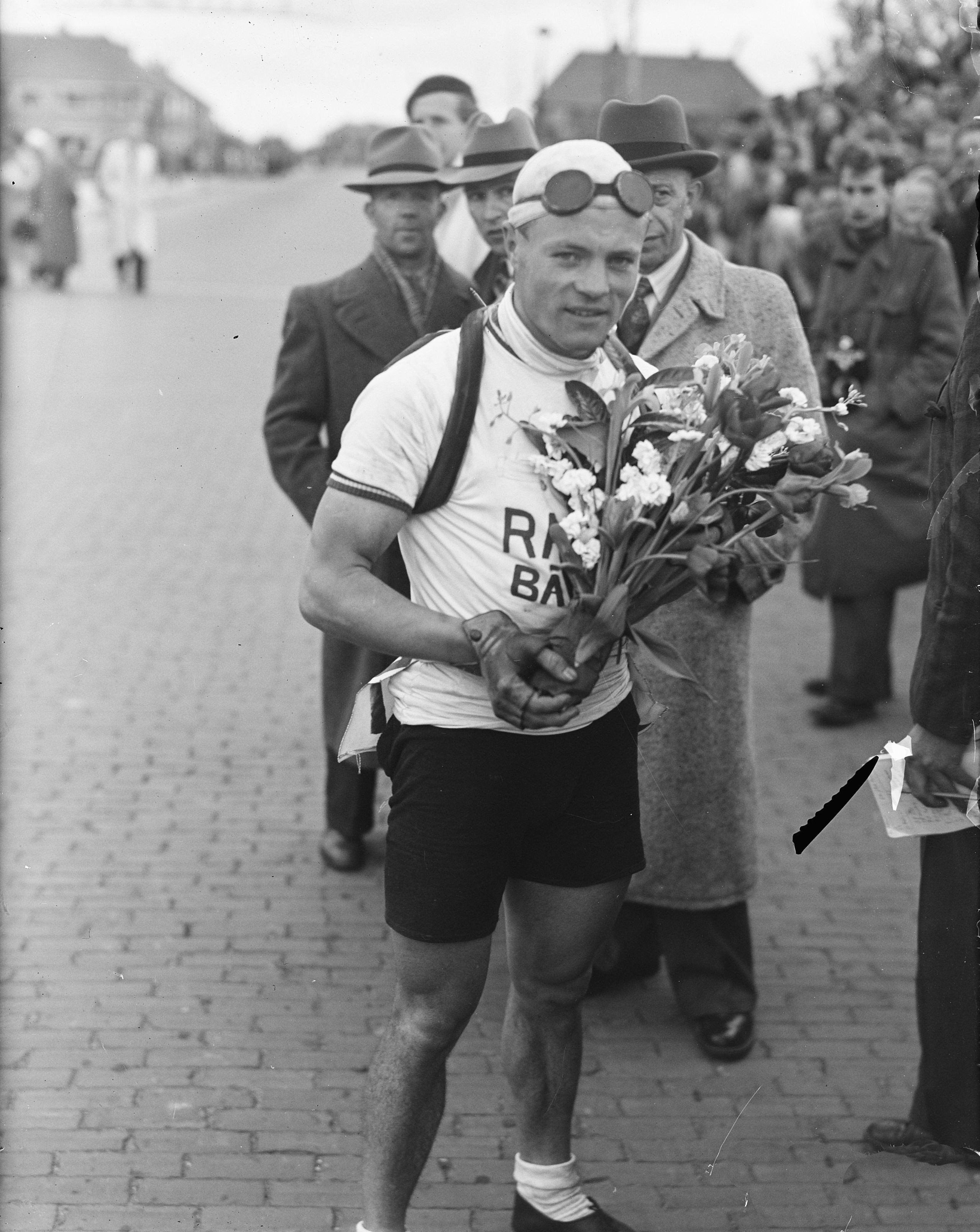
Maurice Meersman (1949)

Maurice Meersman (Wakken, 17 februari 1922 - Tielt, 13 december 2008) was een Belgisch wielrenner, professioneel actief van 1944 tot 1955. In deze categorie won hij 4 wedstrijden.
Hij was de vader van de renner Luc Meersman en grootvader van de renners Gianni en Luigi Meersman.

## Overwinningen
1944
- Wakken

1945
- Grote 1-Mei Prijs in Hoboken

1947
- GP Briek Schotte in Desselgem

1949
- 1e rit in de Ronde van Nederland in Leeuwarden

## Resultaten in voornaamste wedstrijden
| Jaar | Milaan-San Remo | Gent-Wevelgem | Parijs-Roubaix | Luik-Bast.‑Luik | Omloop Het Volk |
| ---- | --------------- | ------------- | -------------- | --------------- | --------------- |
| 1947 |                 |               | 36e            |                 | 8e              |
| 1948 |                 |               | 22e            |                 | 8e              |
| 1949 |                 |               | 12e            | 5e              |                 |
| 1950 | 57e             | 18e           |                |                 | Zilver          |
| 1951 |                 |               | 67e            |                 | 18e             |
| 1952 |                 |               |                |                 | 50e             |
| 1955 |                 | 17e           |                |                 |                 |